# Евристичне моделювання
Евристичні моделі — отримують шляхом формалізації моделей процесів, що сформувалися у робочого або інженера, який веде процес, але звичайно не відтворені ними в необхідній узагальненій формі. В результаті одержання інформації про процес, що безперервно надходить, численних проб і особистих спостережень, людина, яка безпосередньо веде процес, володіє дуже стійкою і визначеною моделлю конкретного процесу.
Метою евристичного моделювання є така оцінка ефектів факторів, яка дозволяє в кількісній формі записати модель. У цьому сенсі дуже зручною є форма бесіди у вигляді уявного експерименту.
Однак робочому важко оцінити одразу вплив декількох факторів, тому опитування виконується послідовно по кожному фактору. Результати опитування заносять у спеціальну таблицю і після обробки отриманих даних розраховують модель процесу.

Першим результатом отримання таких моделей є узгодження досвіту і уявлень про процес. Узгодження моделей усіх робочих свідчить про однаковість знань про процес, при розбіжностях – можна з'ясувати їхню причину та покращити уявлення окремих робочих про процес. У подальшому модель можна використовувати для оптимізації процесу. Крім того евристичний метод дозволяє коротким і простим способом визначити квазіоптимальні режими і квазіоптимальні закономірності. 
Отримання квазіоптимальних режимів полягає у тому, що вибирають робочих, які мають кращі результати ведення процесу, і приймають рекомендований ними середній режим. Звичайно це називається передачею передового досвіту.
Квазіоптимальні режими для різних умов, представлені рівняннями називаються квазіоптимальними закономірностями. Для цього виділяють серед вхідних факторів керовані (позначимо їх z), і некеровані (позначимо їх х). Слід узгодити з робочими однакове поняття найкращих показників і сформулювати цільову функцію: наприклад, під найкращими розуміти режими, які забезпечують в даних умовах максимальне вилучення і необхідну якість концентрату. Визначити нормальні (середні) значення збурюючих факторів (некерованих) і значення керованих факторів, необхідні для досягнення кращих результатів.